# Éric Lucas
Éric Lucas (født 29. maj 1971 i Montreal i Canada) er en aktiv professionel canadisk bokser med en højde på 183 cm.
Lucas blev professionel i 1991 og havde sin debutkamp mod Errol Brown. I 1995 tabte han til amerikaneren Bryant Brannon og flyttede derefter midlertidigt til let-sværvægter. I januar 1996 stillede han op mod WBC mesteren Fabrice Tiozzo, men tabte på point. Herefter vendte han tilbage i super mellemvægt, og fik i juni 1996 chancen for sin næste titelkamp mod IBF mesteren Roy Jones Jr., men tabte også denne gang.
Lucas vandt WBC titlen fra briten Glenn Catley i 2001. Han forsvarede det tre gange (blandt andre mod Sheikha Omar) før han miste den under en omdiskuteret afgørelse i en kamp mod Markus Beyer i Tyskland i april, 2003.
Den tidligere WBC super-mellemvægt verdensmester, annoncerede sin pensionering efter et 10. rundes TKO nederlag mod WBA super-mellemvægt mesteren Mikkel Kessler i København. Hans karriere som helhed ligger på 38-7-3 med 14 knockouts. Lucas er nu leder af InterBox, et bokse promotingselskab, hvor også hans tidligere træner Stéphan Larouche er ansat.
Han kom tilbage til ringen i Montreal den 11. december 2009, og vandt mod Ramon Pedro Moyabo med KO i 4. runde. Han næste kamp vil være mod Librado Andrade den 28. maj 2010, i Quebec City.